# Рыльков, Дмитрий Брониславович
Рыльков, Дмитрий Брониславович (5 ноября 1990 года) — белорусский хоккеист, вратарь. Тренер.

## Биография
Родился 5 ноября 1990 года в городе Орша, Витебской области. Хоккеем начал заниматься в ОЦОР «Могилёв». В сезоне 2007/2008 дебютировал за хоккейный клуб «Химволокно». Завершил карьеру в 2011 году. В том же году был участником российского реалити-шоу «Дом-2».
В июне 2017 года возглавил ХК «Могилёв»
6 мая 2021 года покинул расположение клуба.
Детский тренер в системе СКА.